# Source Music
Source Music (hangul: 쏘스뮤직) – południowokoreańska firma rozrywkowa, założona w 2009 roku przez So Sung-jina. W lipcu 2019 roku firma została przejęta przez Hybe Corporation. Obecnie firma zarządza zespołem Le Sserafim, a wcześniej zarządzała solistką Kan Mi-youn oraz grupami dziewcząt Glam i GFriend.

## Historia

### 2009–2014: Założenie i artyści pierwszej generacji

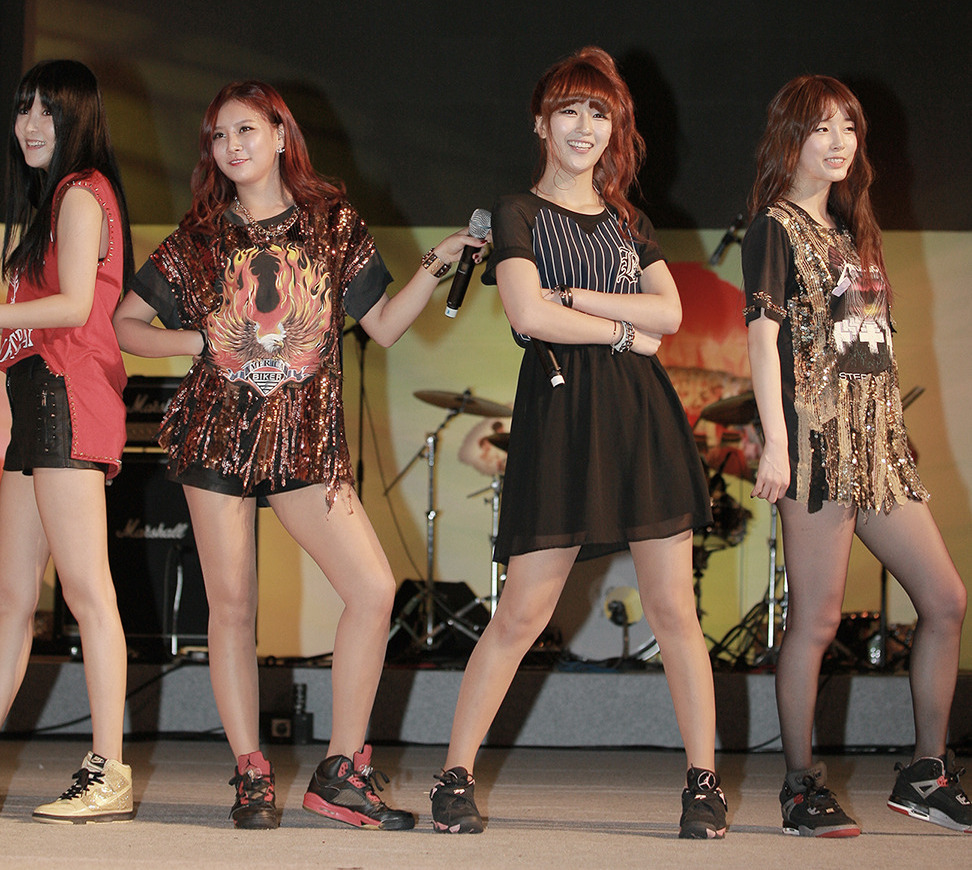
Glam w styczniu 2014 roku

Source Music zostało założone 17 listopada 2009 roku przez So Sung-jina, który w latach 2000-2002 pracował w SM Entertainment jako menadżer talentów dla różnych artystów. Później przeniósł się do JYP Entertainment.
W 2010 roku pierwszą artystką wytwórni była solistka Kan Mi-youn (wcześniej z Baby Vox), która wydała swój pierwszy singel cyfrowy zatytułowany „Going Crazy”. W teledysku wystąpili Lee Joon i Mir z MBLAQ. Piosenka zadebiutowała na 11. miejscu na krajowej liście przebojów Korei Południowej Gaon
W 2012 roku powstała grupa Glam w ramach współpracy między Source Music a Big Hit Entertainment. Skład grupy początkowo tworzyły Dahee, Trinity, Zinni, Miso i Jiyeon. Po odejściu Trinity, kontynuowali jako czteroosobowa grupa. Grupa była aktywna do 2014 roku, a oficjalnie rozwiązana została w styczniu 2015 roku, po tym jak Dahee została skazana na rok pozbawienia wolności w związku z oskarżeniem o szantaż wobec aktora Lee Byung-huna.

### 2015–2019: GFriend
W 2015 roku została utworzona grupa GFriend. Skład grupy składał się z członkiń: Sowon, Yerin, Eunha, Yuju, SinB i Umji. Zadebiutowały minialbumem Season of Glass 15 stycznia 2015 roku

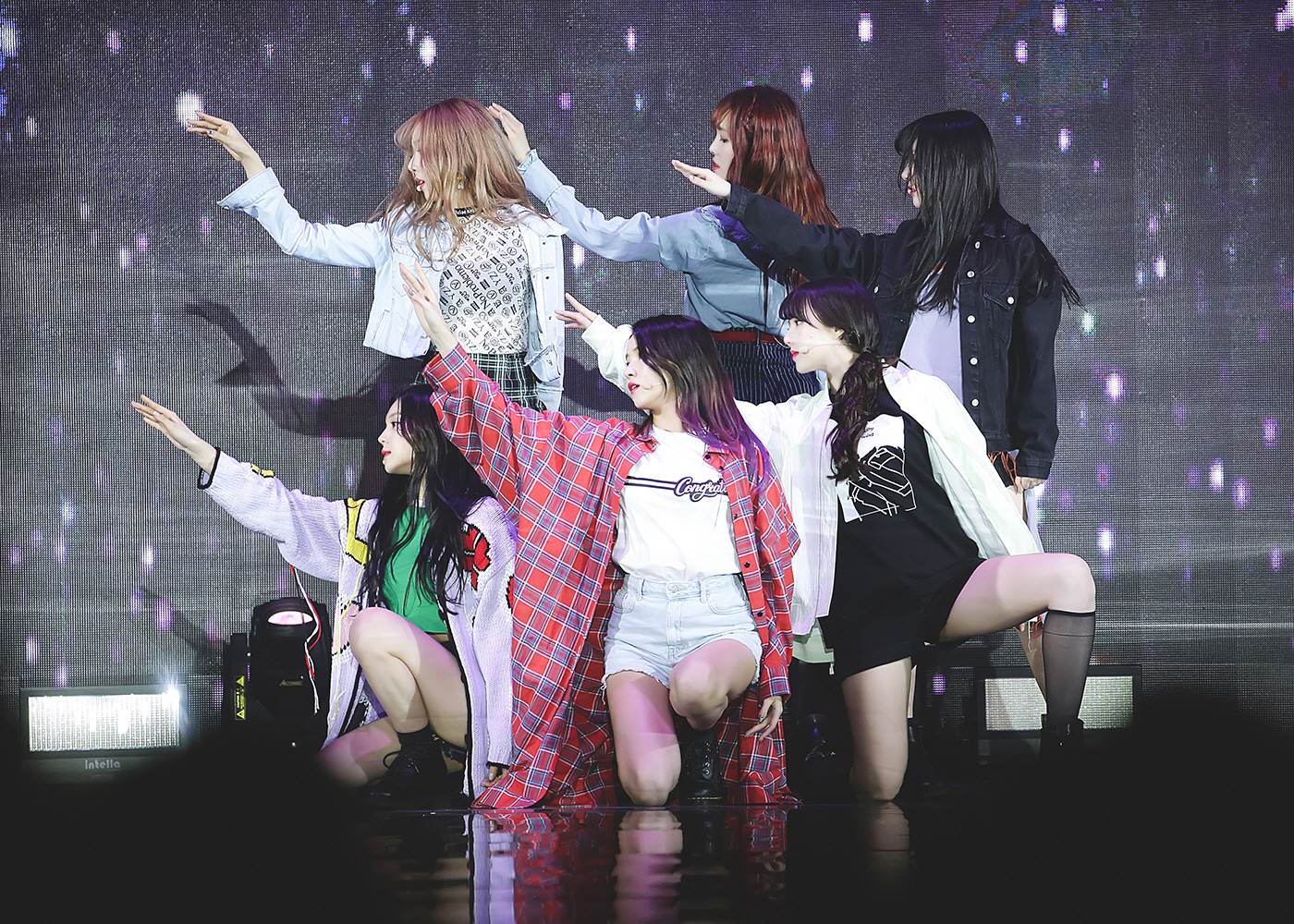
GFriend na Asia Model Awards w maju 2018

### Od 2019: Przejęcie przez Hybe Corporation

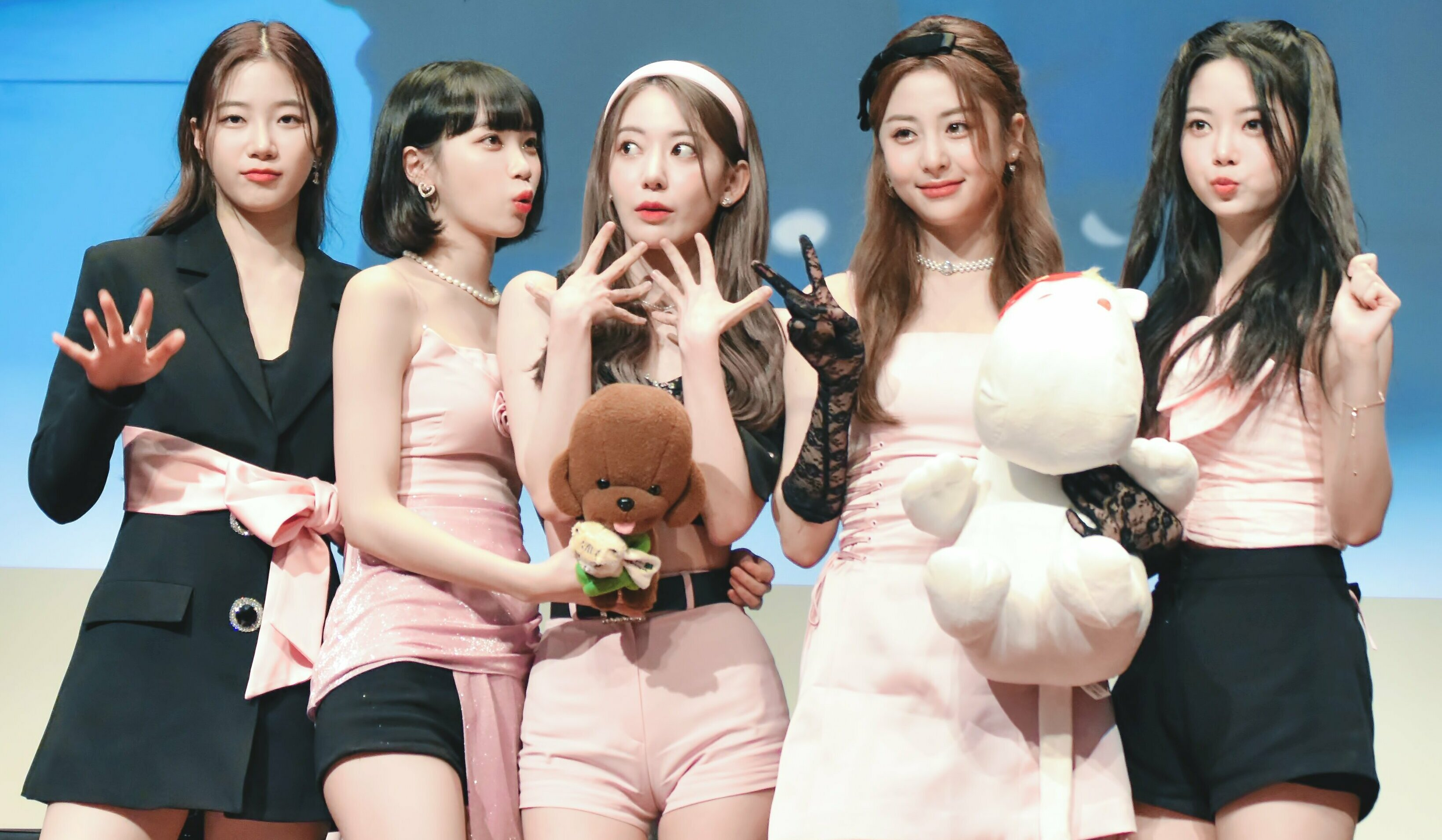
Le Sserafim w czerwcu 2022

W lipcu 2019 roku Hybe Corporation (dawniej Big Hit Entertainment) przejęło Source Music, stając się spółką zależną w ramach Hybe Labels, pododdziału Hybe Corp, zachowując jednocześnie istniejące zarządzanie i styl firmy. 22 marca 2021 roku Source Music, razem z innymi wytwórniami pod Hybe Labels, przeniosła się do nowej siedziby w Yongsan Trade Center w dzielnicy Yongsan, gdzie znajduje się również nowa siedziba macierzystej firmy, Hybe Corporation. 31 marca 2021 roku oficjalna strona internetowa Source Music zmieniła swoje adresy na nowy budynek w Yongsan, Seulu.
Po zakończeniu swojego sześcioletniego kontraktu, wszystkie członkinie GFriend opuściły firmę 22 maja 2021 roku, co oznaczało rozwiązanie grupy. 14 marca 2022 roku byłe członkinie Iz*One, Sakura Miyawaki i Kim Chae-won, podpisały ekskluzywne kontrakty z Source Music i potwierdziły swój debiut w nowej grupie. Le Sserafim, składający się z Sakury, Kim Chae-won, Huh Yun-jin, Kazuha, Kim Ga-ram i Hong Eun-chae, zadebiutował 2 maja z minialbumem Fearless.
13 kwietnia 2022 roku firma została ukarana grzywną w wysokości 3 milionów won przez Koreańską Komisję Ochrony Informacji Osobowych oraz otrzymała polecenie korekty za ujawnienie danych osobowych osobom trzecim oraz niezabezpieczenie danych osobowych. Source Music użył ankiety Google'a do zwrotu opłat członkowskich związanych z rozwiązaniem grupy GFriend, a dane osobowe 22 uczestników ankiety zostały naruszone z powodu nieprawidłowego ujawnienia wyników ankiety.

## Artyści
| - Le Sserafim |

## Byli artyści
- 8Eight (2009–2014, współzarządzana przez Big Hit Music)
- Glam (2012–2015, współzarządzana przez Big Hit Music)
- Eden Beatz (2012–2015)
- MI. O (2014–2018)
- Kan Mi-youn (2009–2014)
- GFriend (2015–2021)